# Andrea del Verrocchio
Andrea di Cione, escultor i pintor, conegut com a Andrea del Verrocchio, nascut a Florència el 1435 i mort a Venècia el 1488.
Influenciat per les darreres obres de Donatello en escultura, amb el que sovint, se'l compara. El seu taller era plenament renaixentista, ja que a més de l'escultura i la pintura s'hi tractava la música i fins i tot les matemàtiques. Molts pintors importants van treballar per a ell, el més important de tots fou Leonardo da Vinci.
Realment la principal activitat artística, i on va aconseguir destacar, fou l'escultura. Havia après aquest ofici al taller de Giuliano Verrocchi (d'aquí el sobrenom). En aquest camp, cal esmentar les obres següents:

## Principals obres
- Tomba de Giovanni Pietro de Medici (San Lorenzo, Florència)
- David, 1476 (Bargello, Florència)
- Giuliano de'Medici,1475-78 (National Gallery of Art, Washington DC)
- Incredulitat de Sant Tomàs, 1466-83 (Orsanmichele, Florència)
- Monument de Bartolomeo Colleoni, 1488 (Venècia). Considerada la seva obra més important, Verrocchio demostra la seva habilitat tècnica en l'escultura eqüestre. L'obra fou comparada des de la seva creació amb l'estàtua eqüestre de Gattamelata de Donatello a Padua tant per la seva semblança temàtica com per la diferència en l'actitud, molt més temperamental de Verrocchio.[1]

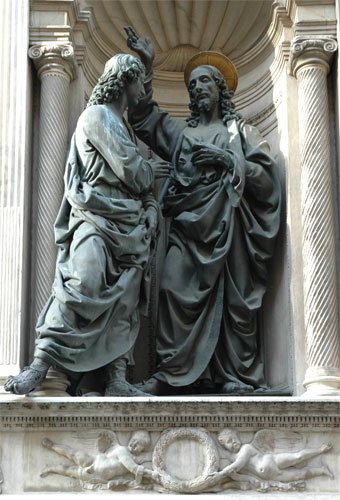
Incredulitat de Sant Tomàs, (Orsanmichele)
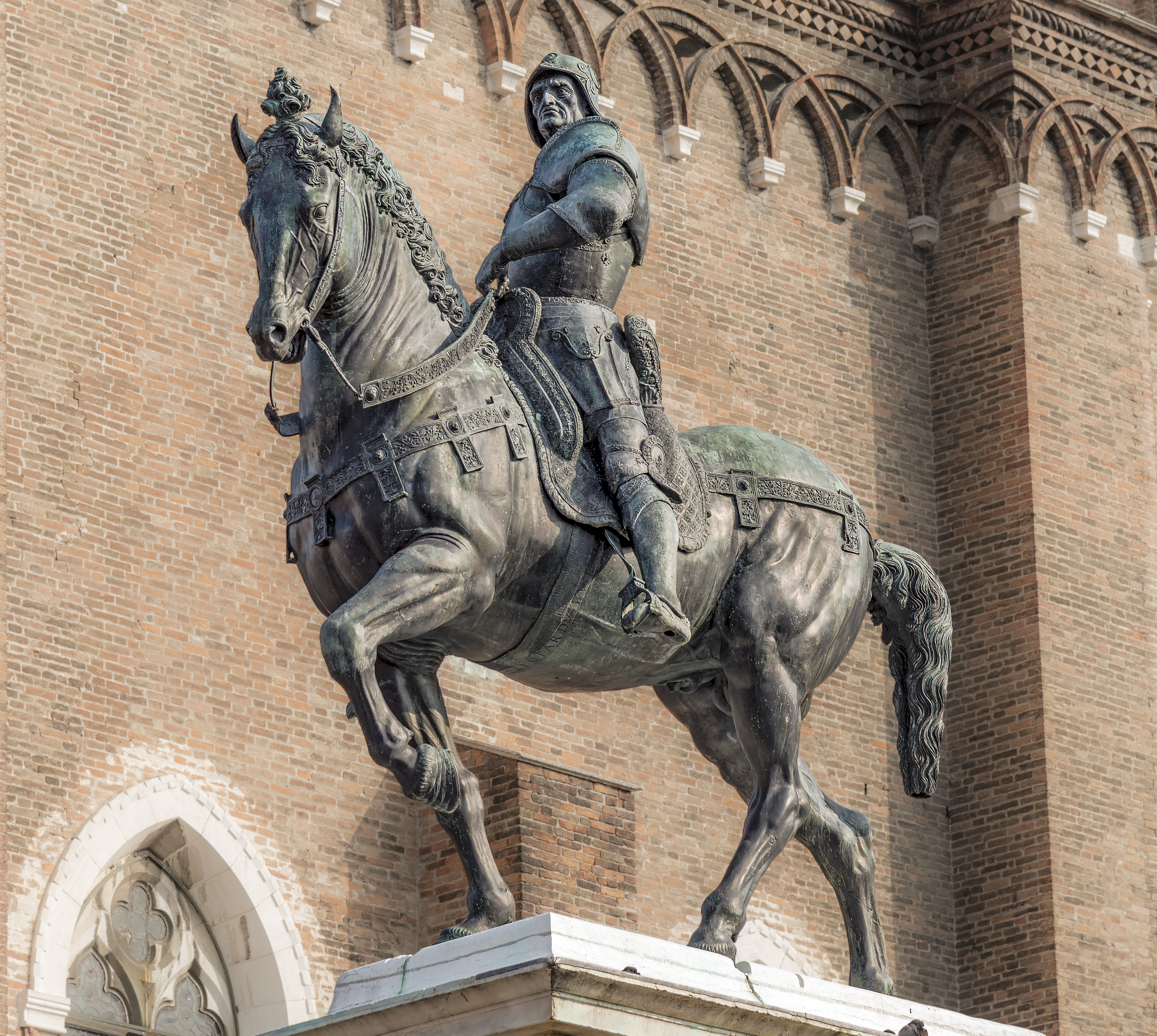
Monument de Bartolomeo Colleoni, (Venècia)
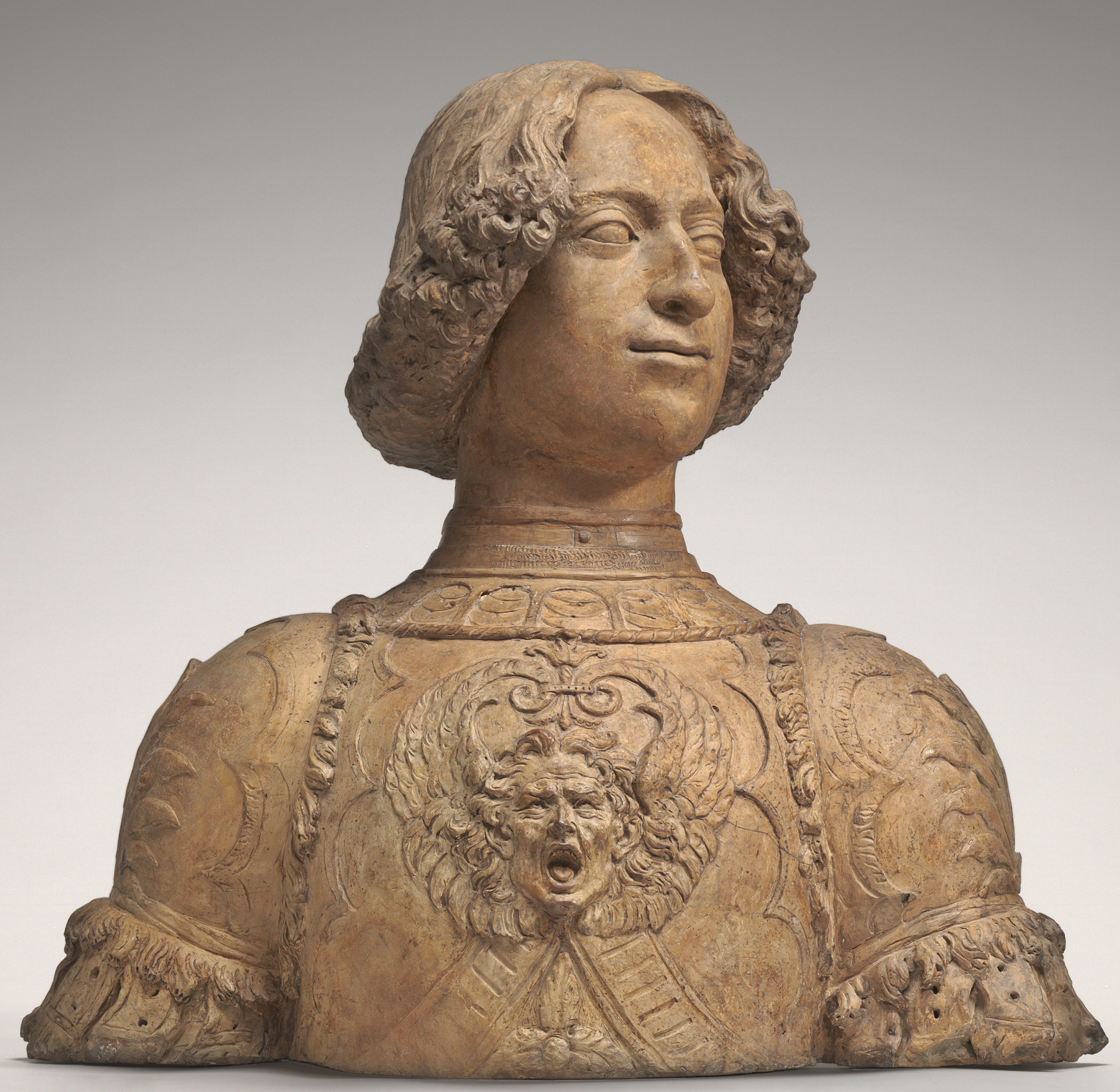
Giuliano de'Medici, National Gallery of Art, Washington

- Mare de Déu amb el Nen, (Gemäldegalerie Berlín)

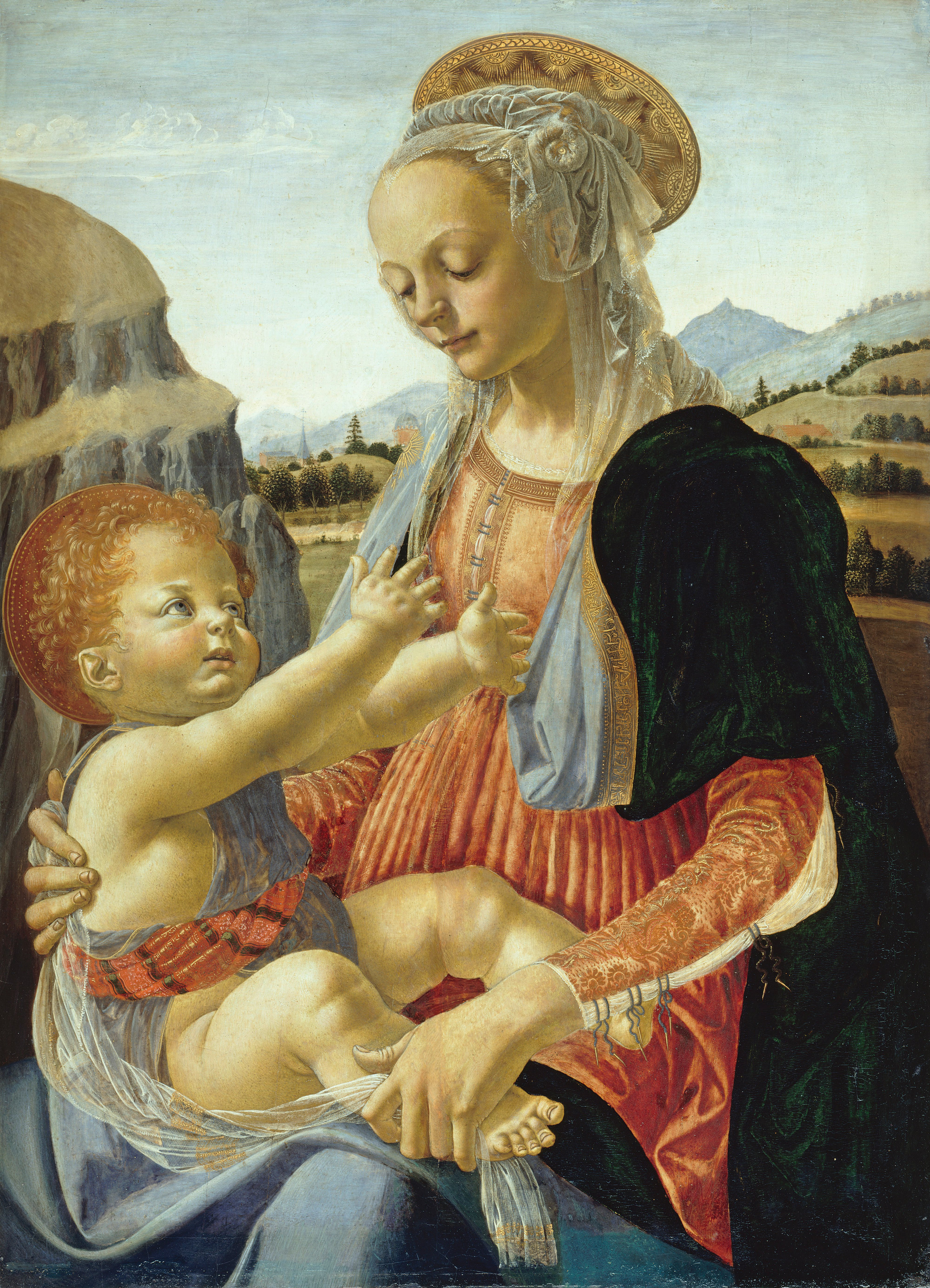
Mare de Déu amb el Nen, Gemäldegalerie Berlín

De les altres seves pintures no n'hi ha cap que es consideri plenament seva, en cada una d'elles s'hi veu la mà d'altres artistes de l'època (Il Perugino, Lorenzo de Credi, Leonardo...).
- Bateig de Crist. Amb Leonardo da Vinci (Oficis, Florència)
- Mare de Déu amb sant Donato i Joan Baptista. Amb Lorenzo de Credi (Catedral de Pistoia)
- Tobies i l'àngel. Obra de taller (National Gallery de Londres)

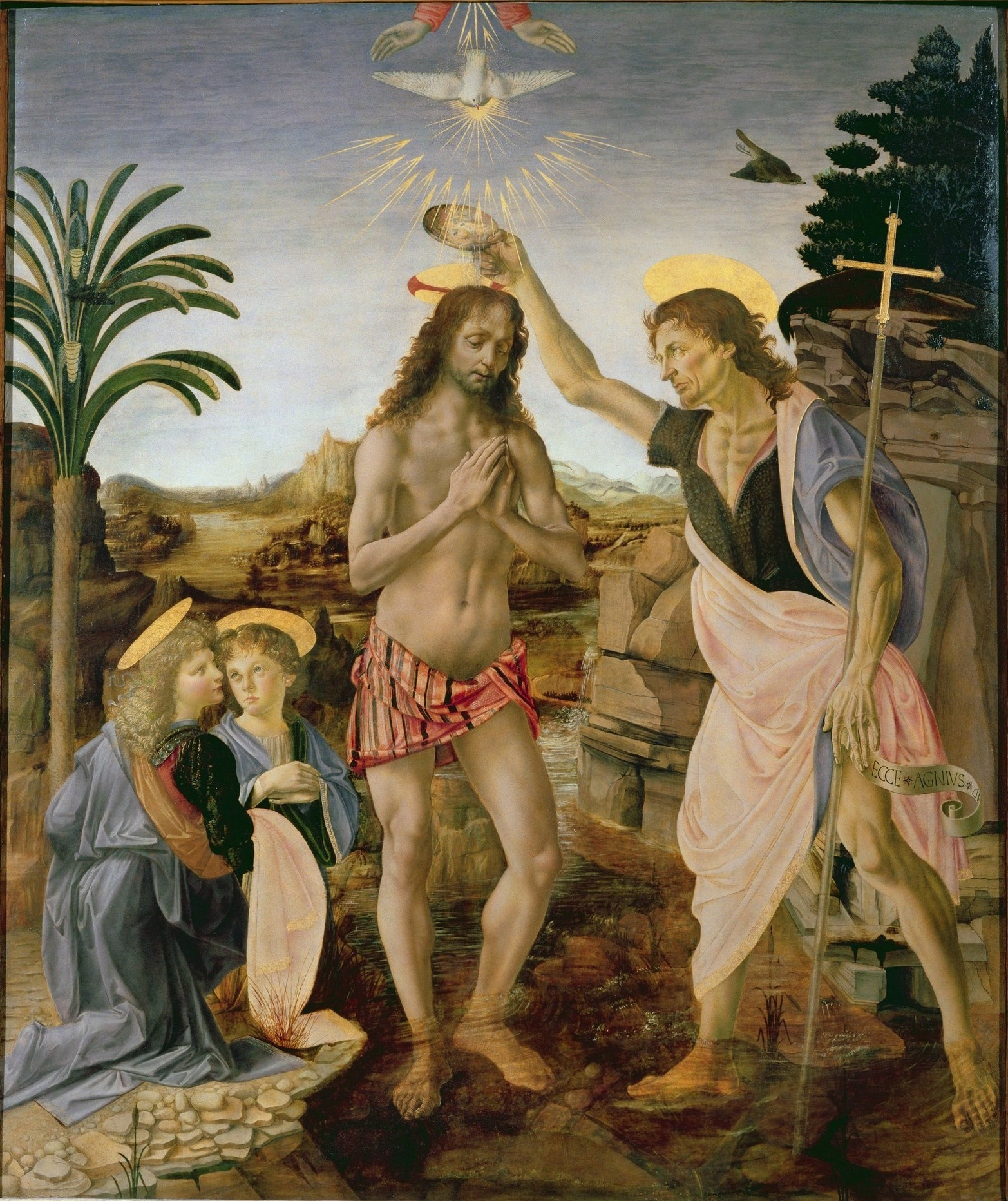
Bateig de Crist (Oficis, Florència)
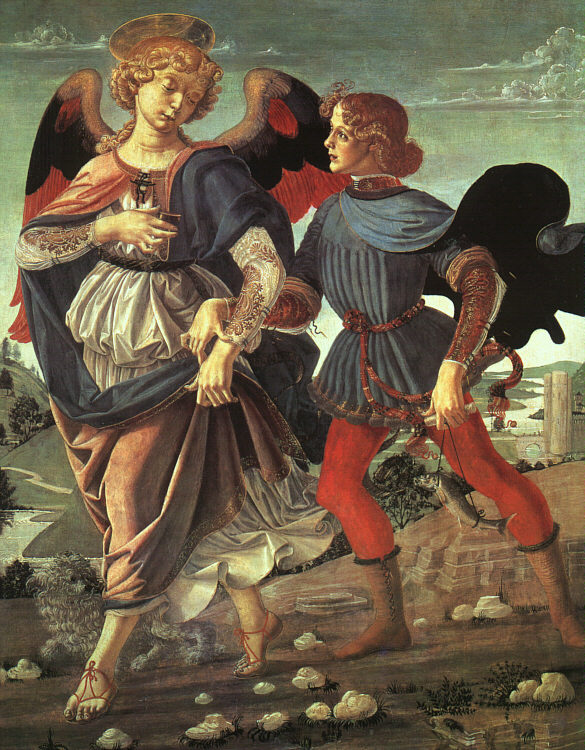
Tobies i l'àngel (National Gallery, Londres)